# Ляхова могила
Ляхова могила — курганный могильник в Криворожском районе Днепропетровской области.

## История
Вероятно, название кургана происходит от фамилии либо прозвища казака Андрея Ляха, чей зимовник был на территории современной юго-западной окраины Центрально-Городского района города Кривой Рог.
В XIX веке попытки исследовать курган делал владелец этих земель Кнорринг.
В 1983 году обнаружен археологом А. Мельником.

## Характеристика
Группа из 8 курганов, расположенная на высоком правобережном плато первого водораздела реки Ингулец, в 2,5 км северо-восточнее железнодорожной станции Мусиевка и в 900 м южнее береговой линии Карачуновского водохранилища. Курганы расположены цепью с востока на запад на протяжении 250 м. В 120 м восточнее кургана «Ляхова могила» расположено святилище «Горка».
Курган «Ляхова могила» высотой 8,3 м и диаметром 162 м, северный склон более крутой, южный — пологий.
По В. Ярошевскому, курган в конце XIX века имел размеры: окружность — 207 саж; диаметр — 56 саж; высота — 5—6 саж (11—12 м).
На уплощённой вершине сохранилась яма прямоугольной формы от триангуляционного пункта размерами 1,7×1,5 м, глубиной 0,9 м. В верхней части также обнаружены следы заплывших ям от современных покопок глубиной до 1 м и 2-2,5 м в поперечнике. Поверхность насыпи задернована, на южном, восточном и западном склонах (на поле) - единичные деревья.
- Курган № 1. В 25 м западнее «Ляховой могилы». Высота 2,4 м. Неправильно-овальной в плане формы, размерами 28×26 м, продольной осью ориентирован с севера на юг. В центре современная яма размерами 5,5×3,5 м, глубиной до 1,5 м. Поверхность поросла деревьями, задернована. По восточному склону проходит грунтовая дорога. На кургане сделаны деревянные постройки в виде стены из булыжников стволов деревьев.
- Курган № 2. В 25 м юго-западнее кургана № 1. Высота 0,6 м. Раскопан в 2006 году экспедицией Криворожского историко-краеведческого музея, исследованы 2 захоронения эпохи бронзы и 1 киммерийское.
- Курган № 3. В 20 м южнее кургана № 2 и в 30 м западнее кургана № 1. Высота до 0,3 м. В северо-западном секторе — современная траншея размерами 3×0,8 м, глубиной 0,7 м. В отвалах аналогичны куски камня.
- Курган № 4. В 40 м западнее кургана № 3 и в 60 м западнее кургана № 1. Высота до 0,3 м. Поверхность поросла деревьями.
- Курган № 5. В 20 м юго-западнее кургана № 4, в 90 м юго-западнее кургана № 1. Высота до 0,3 м. Поверхность маловыразительна, поросла деревьями.
- Курган № 6. В 30 м восточнее Ляховой могилы и в 90 м юго-западнее святилища «Горка». Высота 0,3 м.
- Курган № 7. В 50 м к северо-востоку от вала святилища «Горка». Насыпь высотой до 0,2 м. Поверхность поросла деревьями.
- Курган № 8. В 80 м северо-восточнее восточного сектора вала святилища «Горка». Высота 0,6 м, диаметр 25 м. Поверхность поросла деревьями, задернована.